# (888) Parisátide
(888) Parisátide es un asteroide perteneciente al cinturón de asteroides descubierto el 2 de febrero de 1918 por Maximilian Franz Wolf desde el observatorio de Heidelberg-Königstuhl, Alemania.
Está nombrado en honor de la reina persa Parisátide, esposa de Darío II.